# Нови Скуцани
Нови Скуцани су насељено место у саставу општине Капела, Бјеловарско-билогорска жупанија, Република Хрватска.

## Историја
До територијалне реорганизације у Хрватској, налазили су се у саставу старе општине Бјеловар.

## Становништво
На попису становништва 2011. године, Нови Скуцани су имали 196 становника.

## Попис1991.
На попису становништва 1991. године, насељено место Нови Скуцани је имало 219 становника, следећег националног састава:
| Попис 1991.‍ | Попис 1991.‍ | Попис 1991.‍ | Попис 1991.‍ | Попис 1991.‍ |
| ----------- | ----------- | ----------- | ----------- | ----------- |
|             |             |             |             |             |
| Хрвати      | Хрвати      |             | 201         | 91,78%      |
| Срби        | Срби        |             | 10          | 4,56%       |
| Југословени | Југословени |             | 5           | 2,28%       |
| непознато   | непознато   |             | 3           | 1,36%       |
| укупно: 219 |             |             |             |             |